# Penzance
Penzance (AFI [pən'zans]) (també escrit Penzans) és una ciutat (town), parròquia civil i port a Cornualla, Anglaterra. Està a uns 120 km a l'oest de Plymouth i a 500 km de Londres, i és la darrera població important de la península de Cornualla. L'any 2001 tenia 21.168 habitants. Arrecerat per la Muntanya Bay, el seu clima és més suau que el de la resta de la Gran Bretanya.
El nom de Penzance és mundialment conegut perquè hi té lloc l'òpera còmica Els Pirates de Penzance de Gilbert i Sullivan, escrita a final del segle xix.
L'any 1778 hi va néixer el químic Humphry Davy.

## Etimologia
Penzance (Pensans), o "Promontori sagrat" en l'idioma celta còrnic fa referència a la localització de la capella de Sant Antoni que estava en un promontori.

## Història
De la prehistòria s'ha trobat un conjunt d'unes 400 destrals de pedra fetes d'una pedra verda de la zona. > El primer assentament conegut data de l'edat del bronze. L'ocupació dels antics romans va ser primerenca però curta, el fort de Nanstallon va ser ocupat des dels anys 54 a 80 dC.
No es menciona Penzance en el Domesday Book.
En època medieval i més tard Penzance va ser objecte de freqüents ràtzies per part dels pirates turcs.
El rei Enric IV d'Anglaterra concedí a la població un Mercat Reial des de l'any 1404.
L'1 de novembre de 1755, arran del terratrèmol de Lisboa, la ciutat i la costa de Cornualla, patí un tsunami però amb pocs danys.
L'enllumenat amb gas s'introduí l'any 1830. L'estació de ferrocarril és de l'any 1852.

## Economia
L'economia de Penzance, com moltes de les poblacions de Cornualla, ha sofert el declivi de les indústries tradicionals basades en la pesca, mineria i agricultura. Actualment Penzance té una economia mixta amb indústria lleugera, turisme i negocis locals. El port pesquer de Newlyn, ha estat molt afectat pel delivi de la indústria pesquera des de fa 30 anys.

### Sir Humphry Davy
Penzance va ser on va néixer el famós químic Humphry Davy. Davy va presidir la Royal Society i inventà el procés de l'electròlisi entre altres descobriments. Hi ha una estàtua de Davy al Market Jew Street, prop de la casa on nasqué.

## Llocs d'interès
Centre urbà

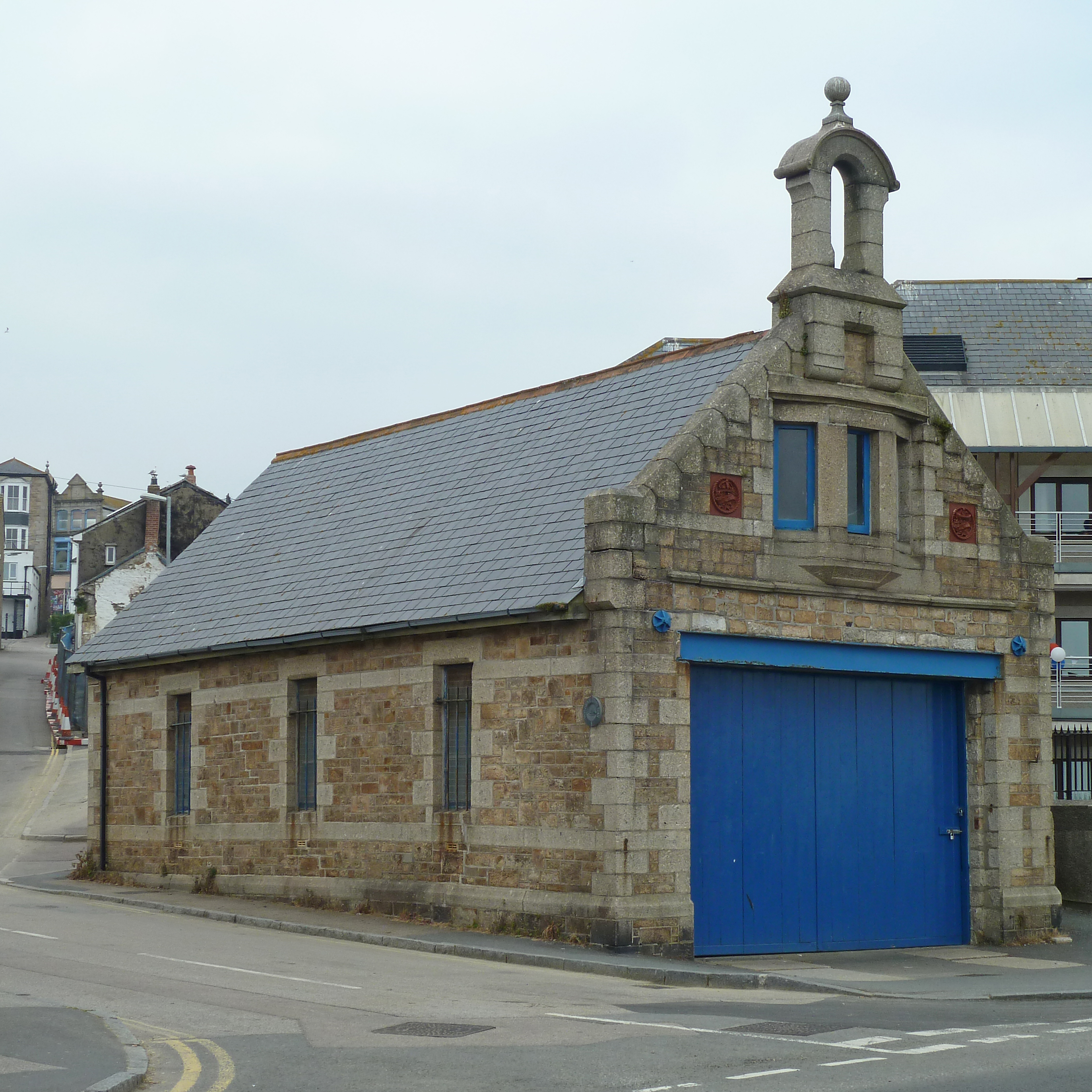
Old Lifeboat House

- Old Lifeboat House està situat a la intersecció de Wharf Rd i Jennings St.

Penzance va ser el primer port de Cornualla en tenir una barca de salvament. La va comprar per 150 guinees en 1803, però nou anys més tard, sense haver-la emprada, la va haver de vendre per pagar un deute. Més avançat el segle, el port va créixer i es va adquirir una nova barca de salvament i es va construir una nova casa) o cobert (l'actual) per guardar-la.
Com botar l'embarcació resultava difícil des d'aquest lloc, ja que es requeria un equip de cavalls per arrossegar-la fins a la mar, fet agreujat per la profunditat del fang durant la baixamar, la barca de salvament es va traslladar a Newlyn el 1908.
Aquesta casa va ser construïda el 1884 i està catalogada com de grau II.

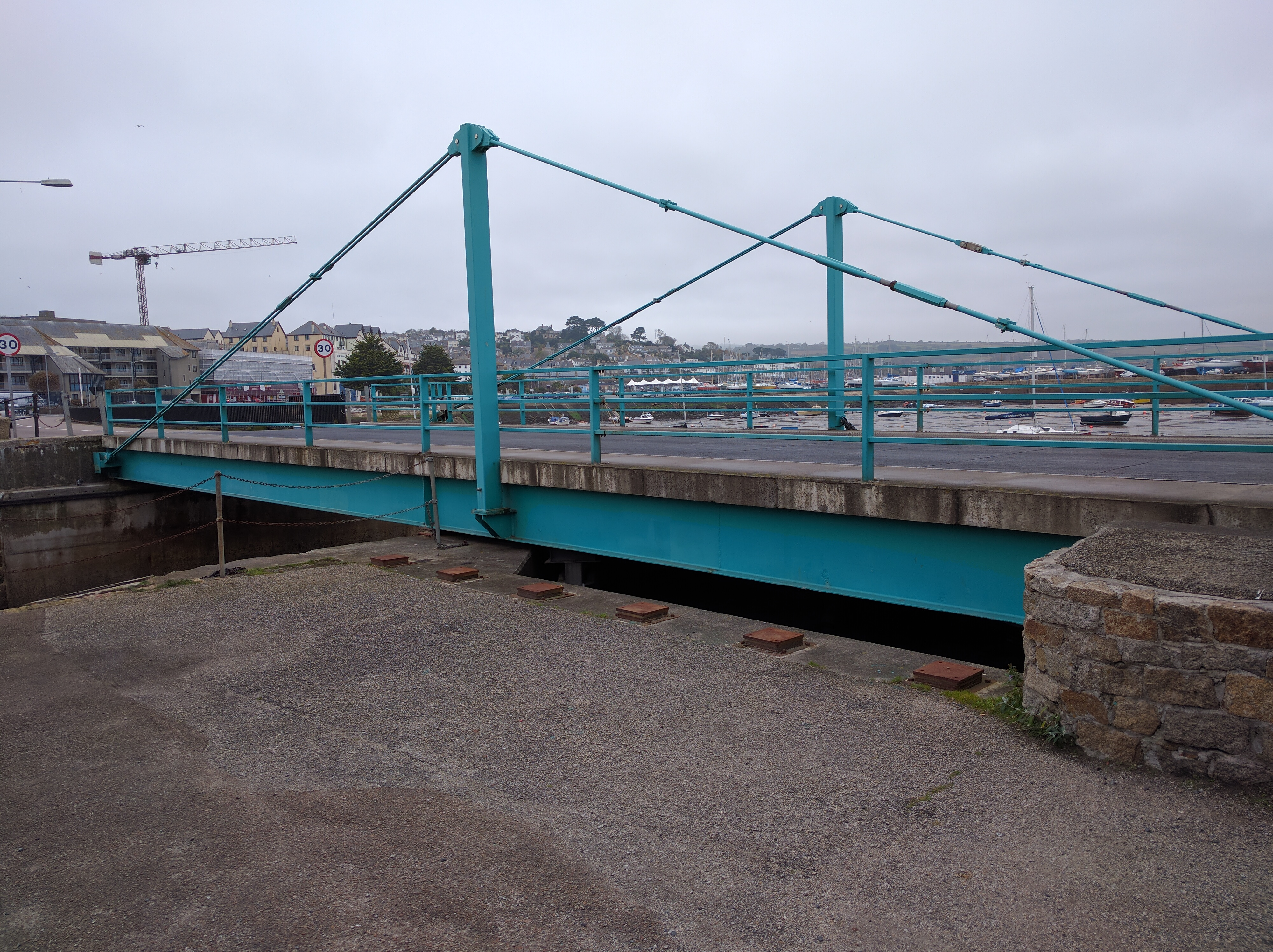
Ross Bridge

- Ross Bridge és un pont giratori que s'obri perquè puguin passar les barques cap a les instal·lacions de reparació de vaixells situades al final del pont. Va ser construït en 1814 i es va dissenyar per enllaçar els molls amb el ferrocarril. El 1881 el pont va rebre el nom de Ross en honor del polític i banquer local Charles Ross Campbell.[9]

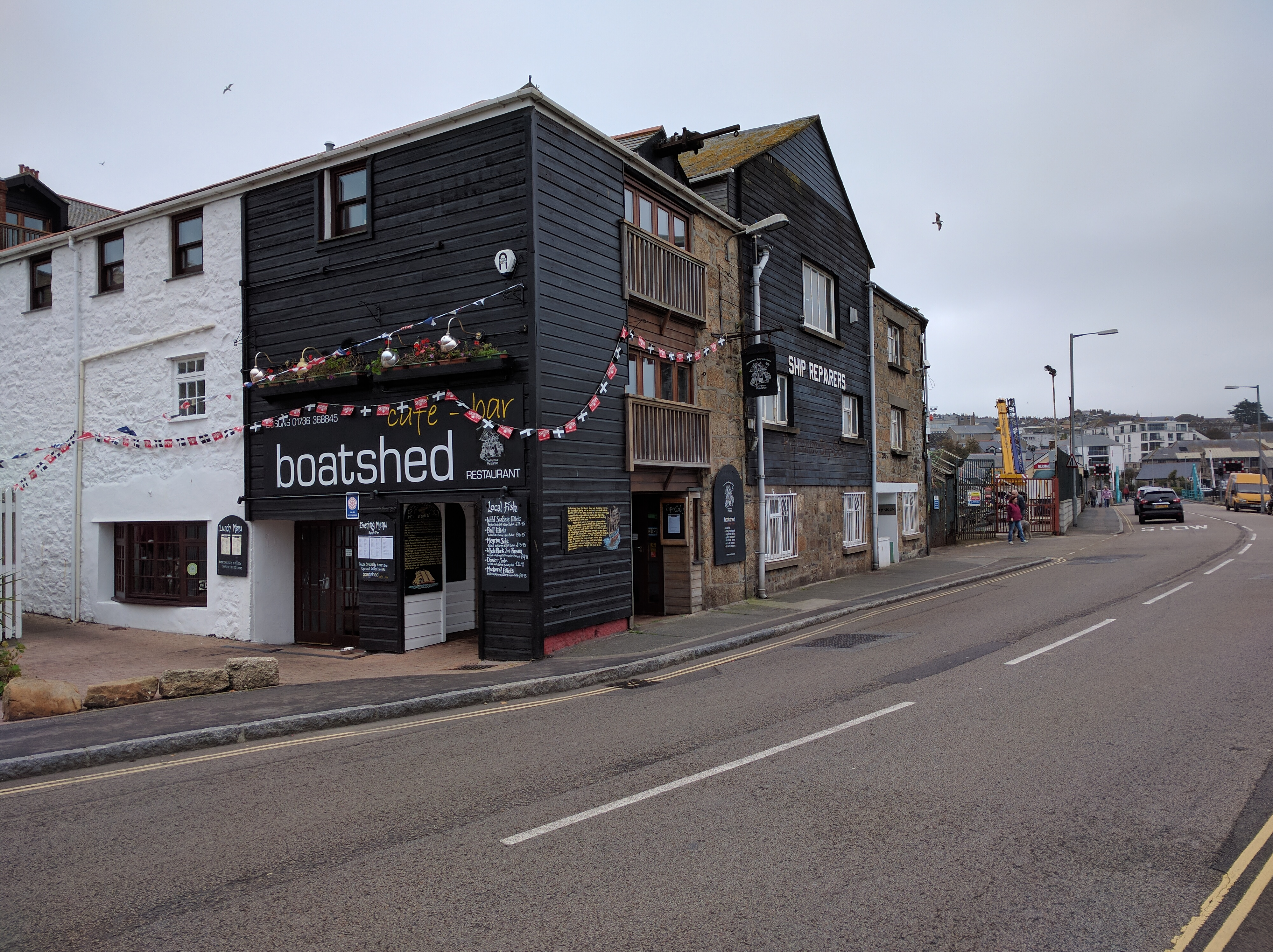
Boatshed Café-Bar

- Boatshed Café - Bar situat a Wharf Rd, originalment es va construir com un magatzem al costat del port dedicat a l'exportació i importació de mercaderies per tot el món, ajudant a Penzance a esdevenir en un port comercial important a l'època dels velers.[11]

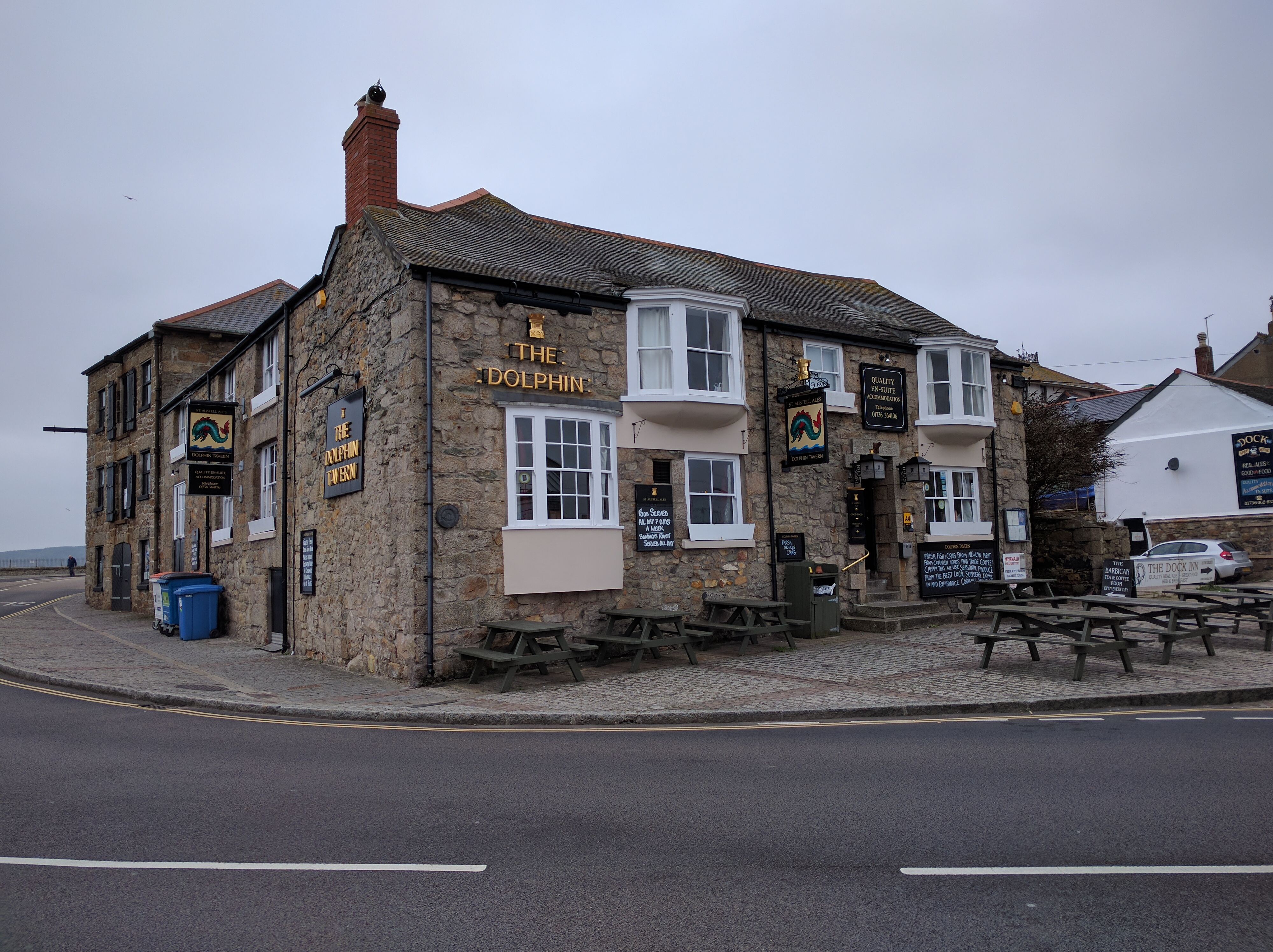
Dolphin Inn

- Dolphin Inn situat a Battery Rd. Sembla que en el segle xvi l'almirall Sir John Hawkins el feia servir de quarter general de la flota anglesa en la seva lluita contra Espanya. Més tard, en el s. XVII, George Jeffreys va convertir el menjador en una sala d'audiències i el seu celler en una presó, impartint càstig salvatge contra alguns que havien donat suport al Duc de Monmouth en el seu intent de destronar a Jaume II d'Anglaterra.[11]

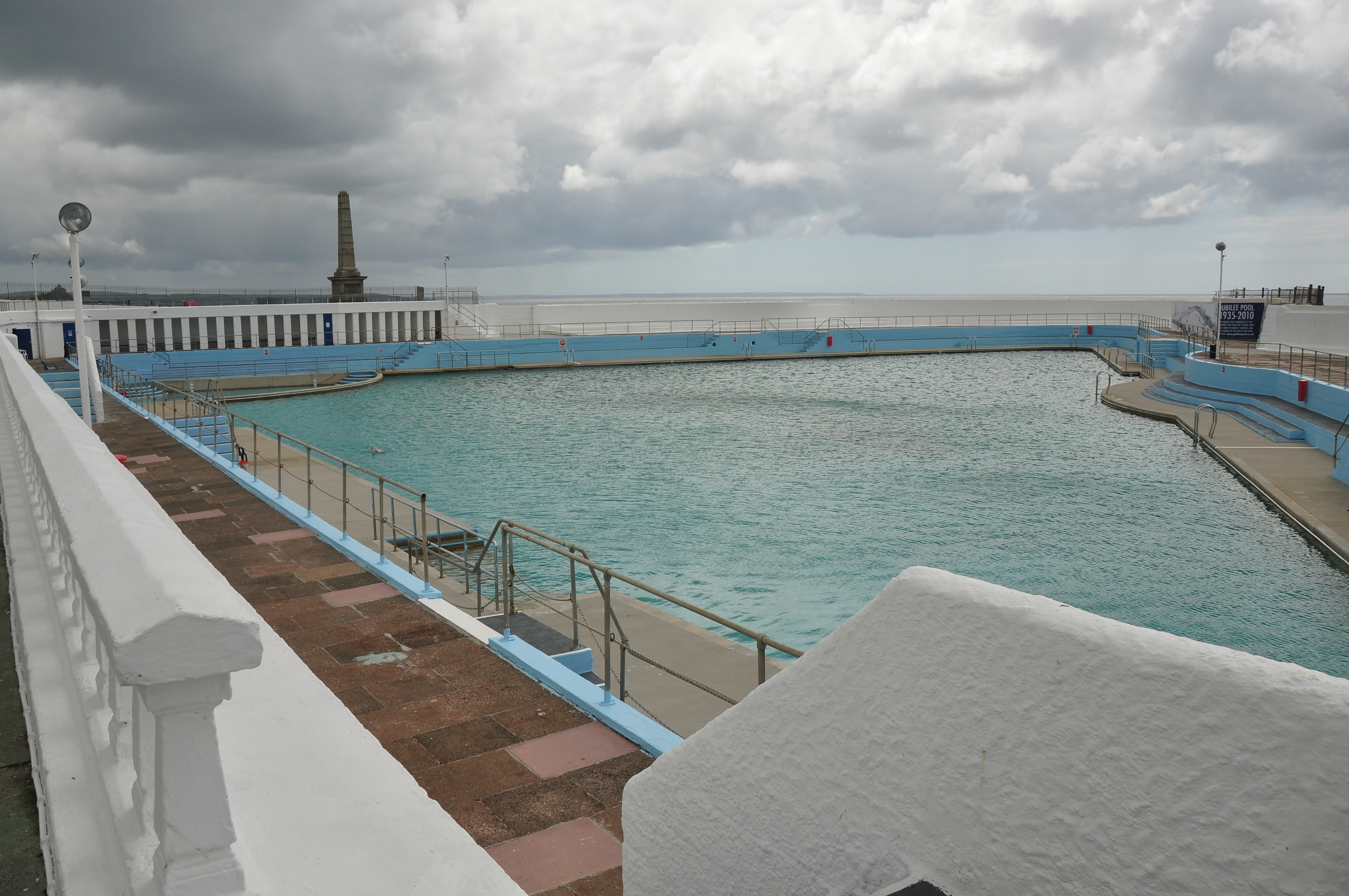
Jubilee Pool

- Jubilee Pool és una piscina a l'aire lliure inaugurada el 1935 amb motiu del XXV aniversari de George V. En l'actualitat és un dels pocs balnearis que queden de la dècada de 1930. Durant més de 50 anys va ser un lloc d'esbarjo molt popular. A la dècada de 1990 es va posar en dubte el seu funcionament futur i es va degradar notablement. Recentment s'ha renovat ha fet que adquirís fama com un dels pocs balnearis Art Déco existent.[12]

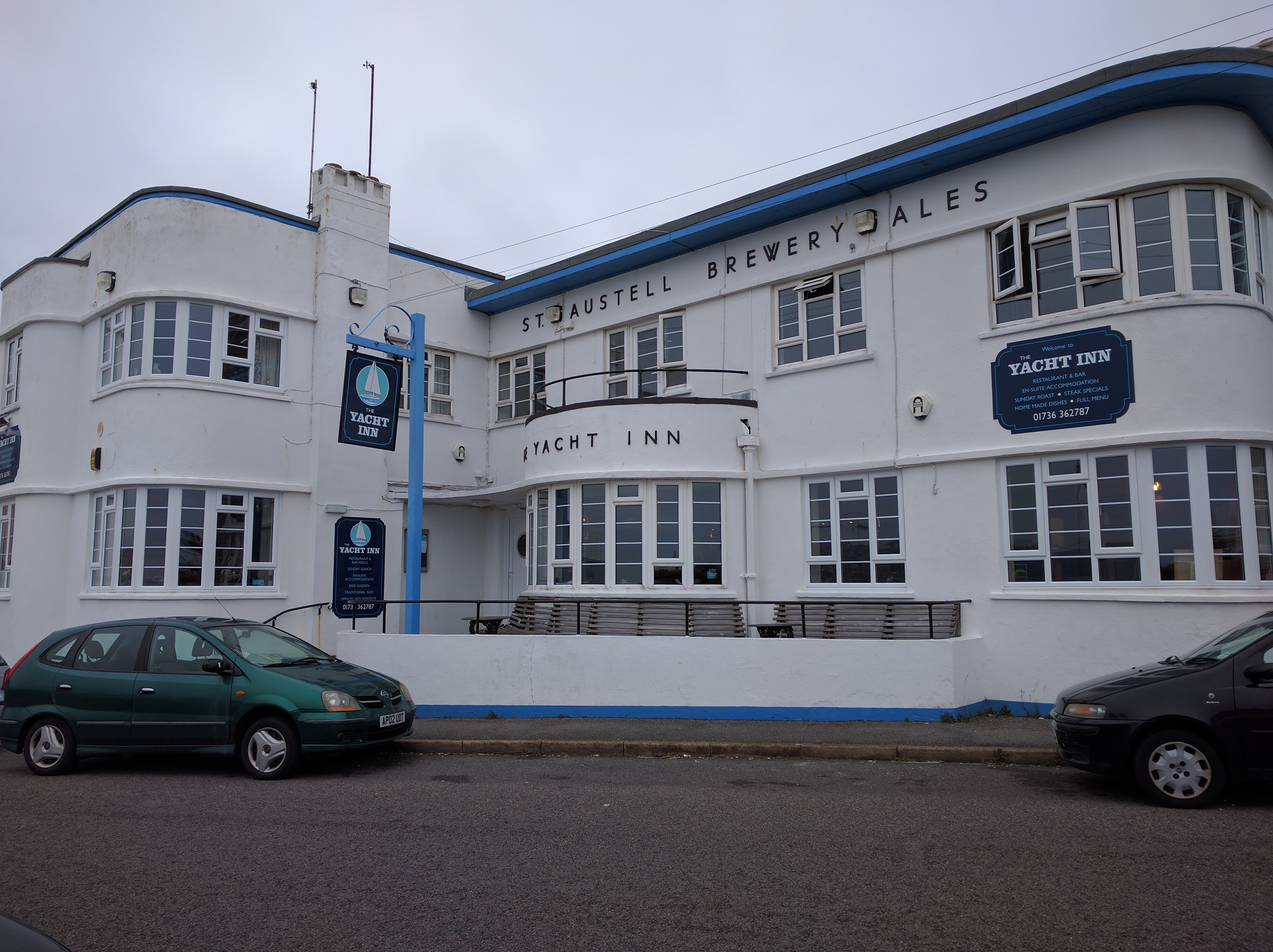
Yacht Inn

- Yacht Inn és una edifici Art Déco, construïda per assemblar-se al pont d'un creuer de luxe.[9]

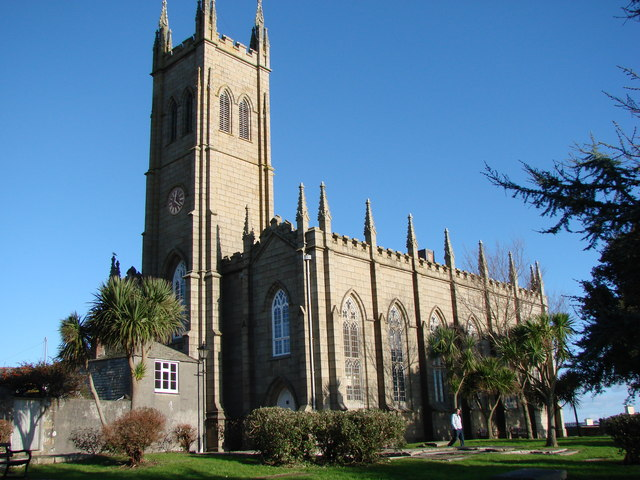
Saint Mary's Church

- Saint Mary's Church va ser construïda en el lloc on hi havia una capella, la existència de la qual ja s'esmentava en 1321 i que va ser restaurada i ampliada en diverses ocasions. Al 1832 es va enderrocar aquesta església i es va començar a construir una de nova, acabant la construcció el 1896.Està catalogada com de grau II*.[13]

A la cantonada nord-oest del cementiri hi ha un gran pou, que és la fossa comuna de víctimes de l'epidèmia de còlera de 1832.

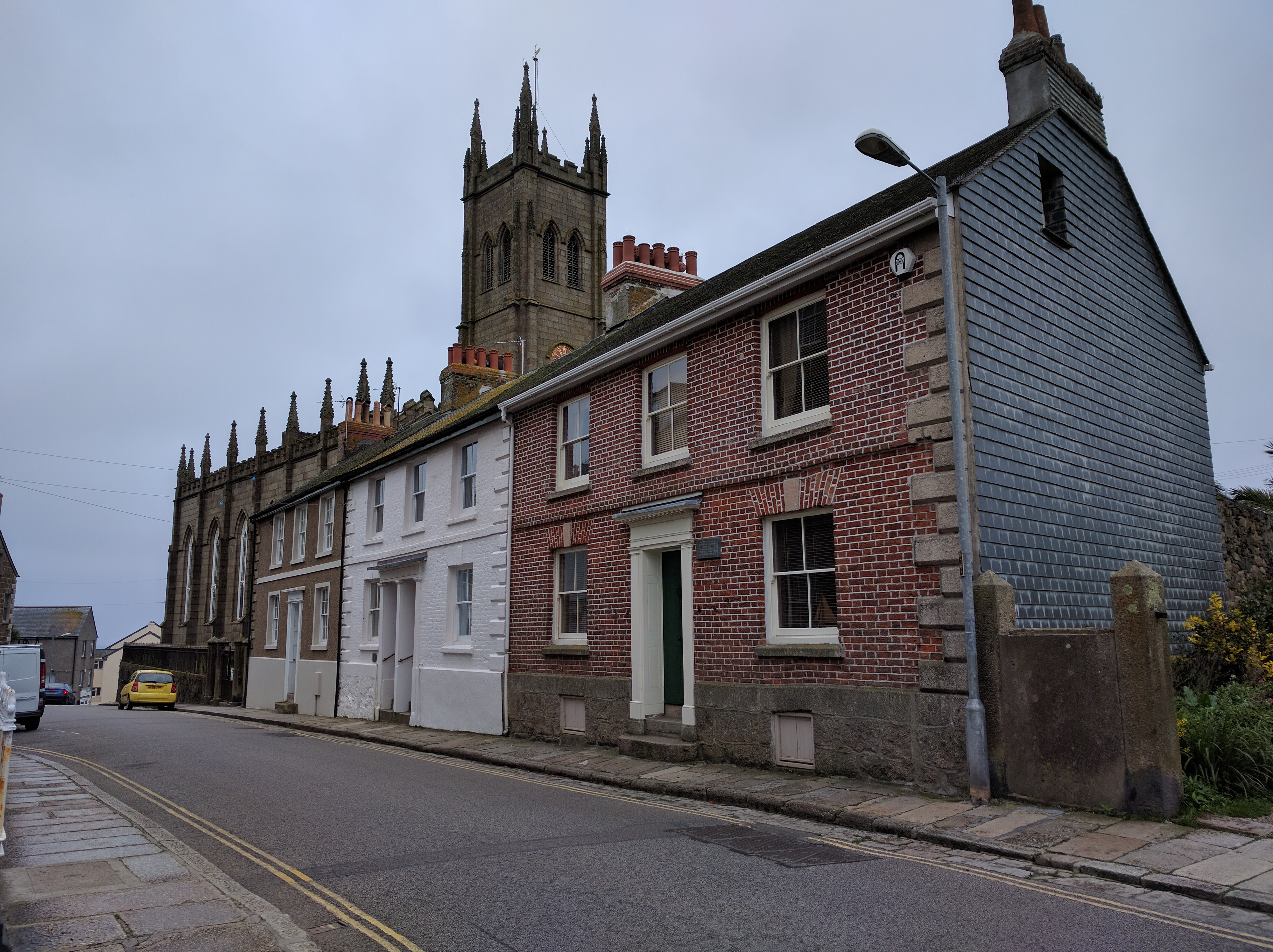
Maria Branwell's House

- Maria Branwell's House (a Chapell St) és una casa de maó vermell del s. XVIII de Maria Brontë, mare de les escriptores angleses Charlotte, Emily i Anne i germana del pintor i escriptor Branwell.[14]

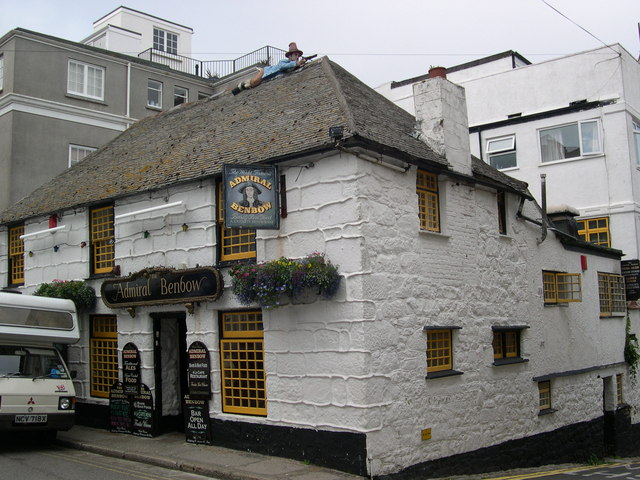
Admiral Benbow

- Admiral Benbow és un edifici catalogat de grau II.[15] És un edifici del s. XVII i és famós també per ser nomenat a l'escena inicial del llibre l'Illa del Tresor de Robert Louis Stevenson. Al sostre podem observar l'estàtua d'un contrabandista tombat fusell en ma. A l'interior hi ha un ambient nàutic amb un munt d'objectes interessants formen immersions com ara canons i restes de vaixells.[16]

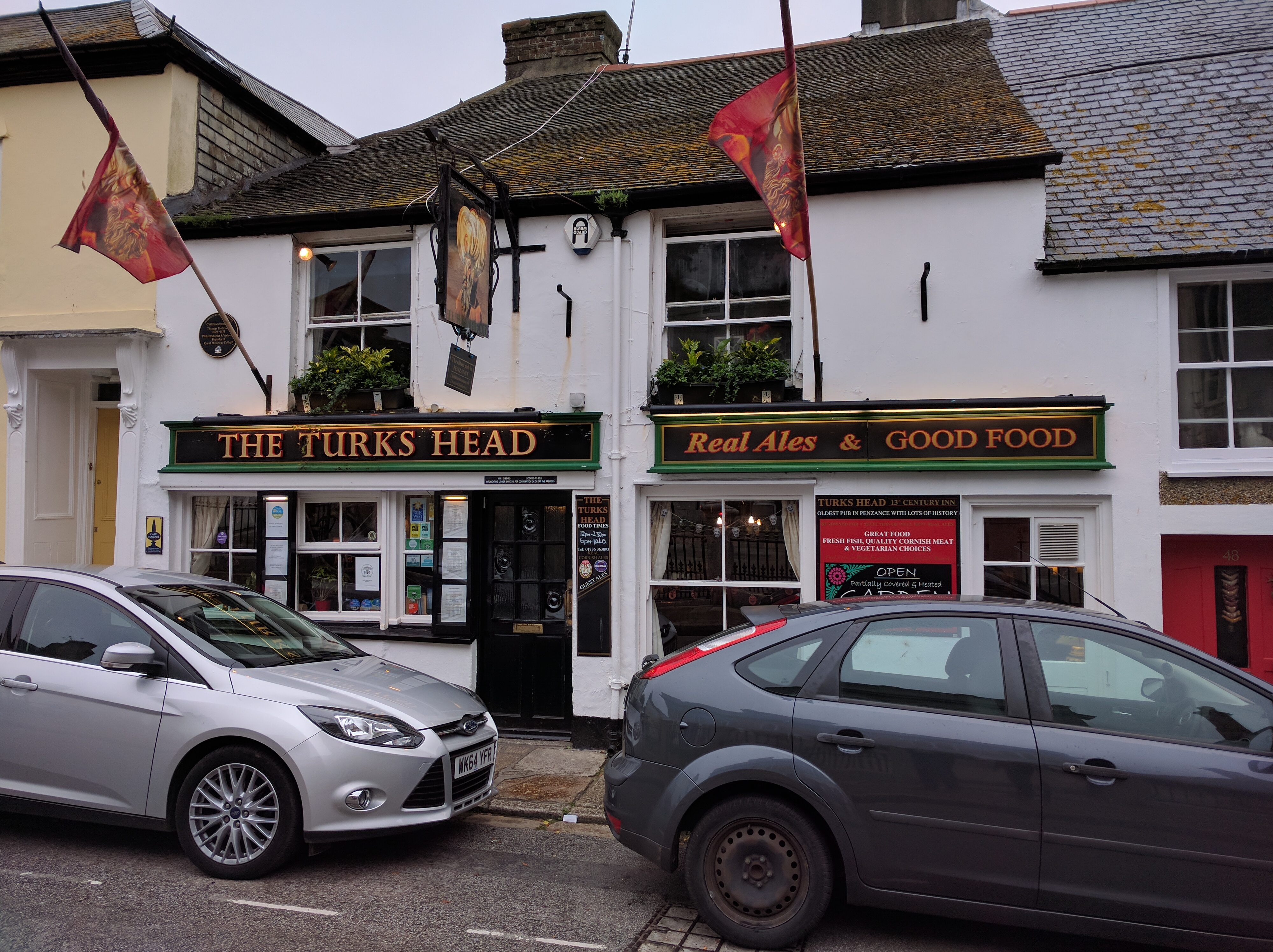
Turk’s Head

- Turk’s Head a Chapell St que es creu que és el pub més antic de la ciutat.[17]

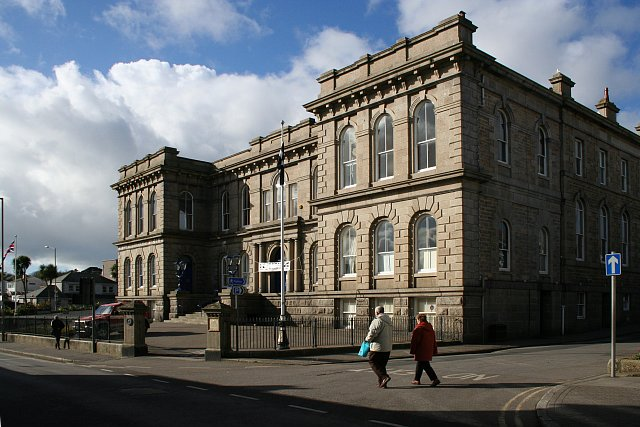
St John's Hall

- St John's Hall és un edifici de construït entre 1864 i 1867 amb granit de Larmona. Té una superfície de 2000 m². És l'edifici de granit més gran del país.[18] De fet l'esglaó més alt (el darrer), d'uns 5,75m x 1m, és una de les peces de granit més grosses mai vista.[9]

Tot i que va ser seu de l'Ajuntament, de l'Oficina d'atenció ciutadana, del Cornish Community Banking i d'un mercat, durant molts d'anys no s'havia utilitzat tot el seu potencial fins a la remodelació del 2013. És un edifici catalogat de grau II.

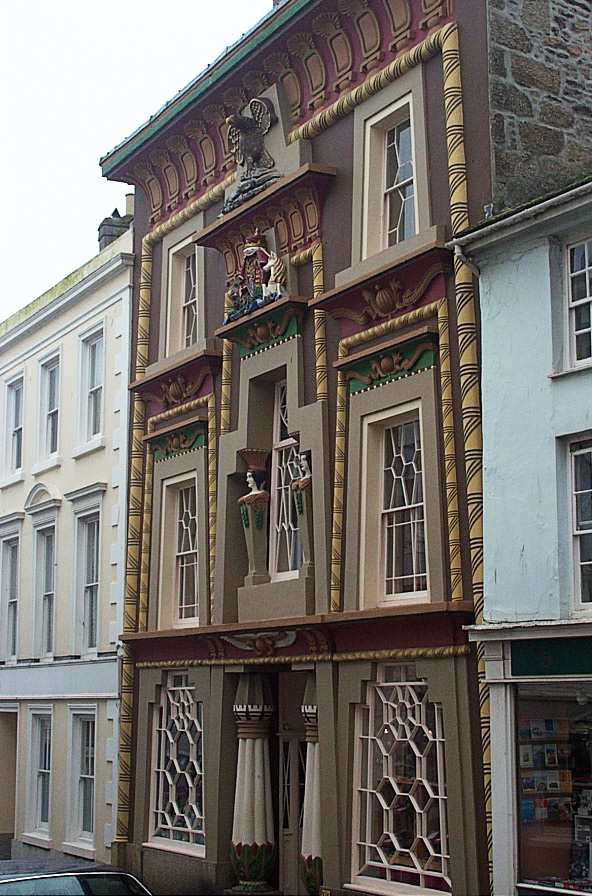
Egyptian House

- The Egyptian House (La casa egípcia en català) és potser un dels exemples més cridaners de l'arquitectura de Cornualla per l'ornamentació de la façana i les estilitzades cornises. En la part superior ens trobam amb l'escut de Jordi III/Guillem IV potser només per recordar-nos que encara érem a l'Imperi Britànic.

L'edifici data de 1835 i s'ha dit que la façana era una còpia exacta d'un museu a Picadilly, Londres, construït el 1812, el qual es va inspirar en el temple dedicat a Hathor. Això no és del tot cert, encara que és probable que el museu hagi servit com a principal font d'inspiració.
El propietari inicial de la casa egípcia va ser John Lavin, un mineralogista de Penzance, que va viure aquí durant algun temps i a sota tenia una botiga on albergava la seva extensa col·lecció de minerals. Aquesta col·lecció va ser venuda pel fill de Lavin i més tard va ser donada al Museu de la Universitat d'Oxford.
L'edifici estava deteriorat a la dècada de 1960, però en 1973, després de diversos anys de treball, va quedar restaurat amb la seva esplendor original. Avui en dia (2016) la part de dalt està disponible per llogar com a allotjament independent, mentre que la planta baixa és una botiga.

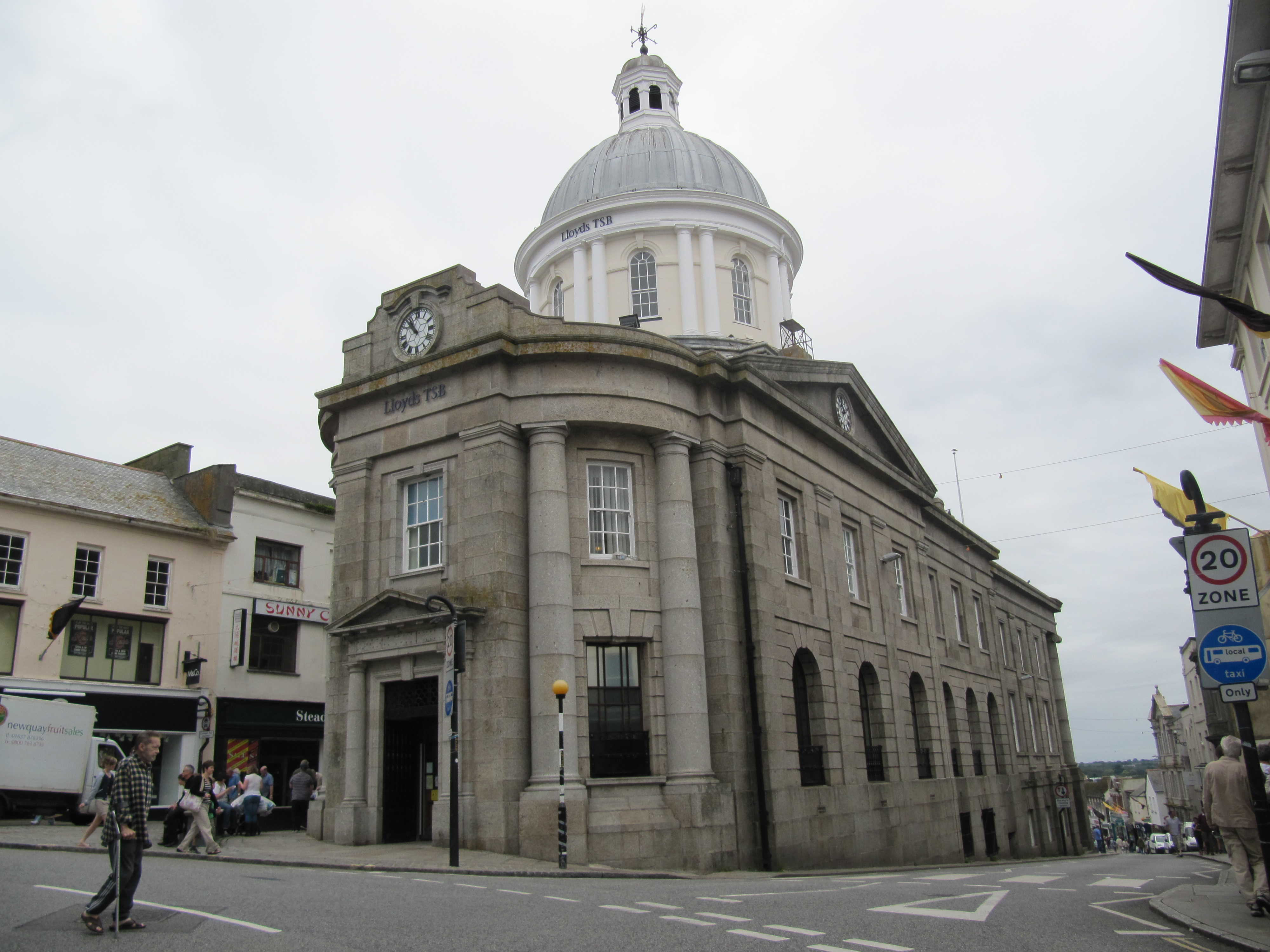
Market House

- Market House és un edifici catalogat de grau I i està situat a la part de dalt de Market Jew Street. El mercat es va acabar de construir en 1838. Inicialment albergava un mercat en la meitat occidental de l'edifici i el guildhall (edifici on antigament es reunien els gremis) a l'est. El soterrani, sota el guildhall, contenia cel·les per als presos, mentre que la primera planta es va utilitzar com una escola primària des de 1867 fins a 1898. La planta superior de l'extrem occidental albergava el Corn Exchange (edifici on els grangers comerciaven amb cereals), que també tenia una doble funció com a teatre.[20]